# 野村維章
野村 維章（のむら これあき、弘化元年4月8日（1844年5月24日） - 明治36年（1903年）5月7日）は、江戸時代末期（幕末）の土佐藩の志士、明治時代の司法官、華族（男爵）。海援隊の隊員の一人。別名は要輔。幕末期は辰太郎と名乗る。

## 生涯
弘化元年（1844年） 、土佐国小高坂村で土佐藩士、白札格の野村亀四郎の長男として生まれる。
万延元年（1860年）、父・亀四郎に従い江戸に出て、江川英敏に入門して新式砲術を学び、これにより文久2年（1862年）3月には土佐藩の砲術教授役となる。
元治元年（1864年）10月には、土佐藩船南海丸に乗り込み長崎へ渡航し、長崎の何礼之塾で英語を学び、そこで坂本龍馬と知り合う。翌年に龍馬は長崎で亀山社中（後の海援隊）を結成すると、維章は慶応2年（1866年）6月に脱藩して社中に加わった。社中では江戸で学んだ新式砲術が役立ち、同年6月に社中が購入した大極丸に、同門だった白峰駿馬と船長となる。慶応3年（1867年）4月に改編成された海援隊にも加わり、中枢の一人として活躍した。ところが同年11月に隊長の龍馬が暗殺され、求心力が失われた海援隊は内部分裂を起こし、翌慶応4年（1868年）1月15日には、維章は同志と空になった長崎奉行所を占拠。なおその際、誤って薩摩藩士を射殺し切腹した沢村惣之丞の最期にも立ち会った。海援隊は同年閏4月に海援隊は解散となった。
その後、同志の千屋寅之助らと7月に振遠隊に参加、幹部として戊辰戦争に従軍し、奥羽鎮撫総督府の参謀添役として奥羽で戦功を挙げた（明治元年（1868年） - 明治2年（1869年））。
明治維新後は新政府に出仕し、佐賀県権参事・参事を歴任した後、明治10年（1877年）1月22日、2代茨城県権令に就任する。翌明治11年（1878年）7月25日には引き続いて初代茨城県令に就任するが、明治13年（1880年）3月8日に退任。
その後は司法官に転じ、宮城・東京・大阪・函館などの控訴院検事を歴任し、東京控訴院検事長・大阪控訴院検事長にまで進んだ。明治33年（1900年）5月9日には明治維新の功により男爵を授爵した。
明治36年（1903年）5月7日に死去（享年60）。死去同日に勲一等瑞宝章が受章された。墓は東京都港区の青山霊園内にある。

## 栄典
位階
- 1874年（明治7年）6月10日 - 正七位[1]
- 1875年（明治8年）2月24日 - 従六位[1]
- 1877年（明治10年）1月23日 - 正六位[1]
- 1879年（明治12年）12月15日 - 従五位[1]
- 1886年（明治19年）10月28日 - 従四位[1][2]
- 1892年（明治25年）2月13日 - 正四位[1][3]
- 1897年（明治30年）3月22日 - 従三位[1][4]
- 1898年（明治31年）9月20日 - 正三位[1]
- 1903年（明治36年）5月5日 - 従二位[5]

勲章等
- 1882年（明治15年）6月27日 - 勲五等双光旭日章[1]
- 1887年（明治20年）
  - 5月27日 - 勲四等旭日小綬章[1][6]
  - 6月30日 - 木杯一個[1]
- 1888年（明治21年）12月26日 - 勲三等瑞宝章[1]
- 1889年（明治22年）11月25日 - 大日本帝国憲法発布記念章[7]
- 1896年（明治29年）6月30日 - 勲二等瑞宝章[1][8]
- 1900年（明治33年）5月9日 - 男爵[1][9]
- 1903年（明治36年）5月5日 - 勲一等瑞宝章[5]

## 親族
- 先妻:ツル（鹿持小藤太姉）[10]
- 後妻:以代子（いよこ、大坪吉兵衛三女）[10]
- 長男:太郎（分家）[10]
- 養子:友太郎（男爵、五代友厚子息）[10]
- 長女:綾子（友太郎夫人）[10]
- 養孫:正二郎（男爵、友太郎の死跡相続者）[10]